# فيكتوريا تشميليتي
فيكتوريا تشميليتي Viktorija Čmilytė-Nielsen (ولدت في 6 أغسطس 1983) لاعبة شطرنج وسياسية ليتوانية تحمل لقب أستاذ كبير (غراند ماستر).

## إنجازات
- فازت ببطولة أوروبا للشطرنج سيدات عام 2011.
- فازت ببطولة ليتوانيا للشطرنج مرتين.
- أصبحت نائبة في البرلمان الليتواني عام 2015.
- فاز ببطولة أوروبا تحت 12 سنة فتيات عام 1993.
- فازت ببطولة العالم للفتيات تحت 12 سنة عام 1995.

## روابط خارجية
- فيكتوريا تشميليتي على موقع الاتحاد الدولي للشطرنج (الإنجليزية)
- فيكتوريا تشميليتي على موقع مباريات الشطرنج (الإنجليزية)
- فيكتوريا تشميليتي على موقع 365Chess.com (الإنجليزية)
- فيكتوريا تشميليتي على موقع Chesstempo.com (الإنجليزية)
- فيكتوريا تشميليتي سجل أولمبياد الشطرنج على موقع OlimpBase.org (الإنجليزية)
- فيكتوريا تشميليتي سجل أولمبياد الشطرنج للسيدات على موقع OlimpBase.org (الإنجليزية)